# Johan Turi

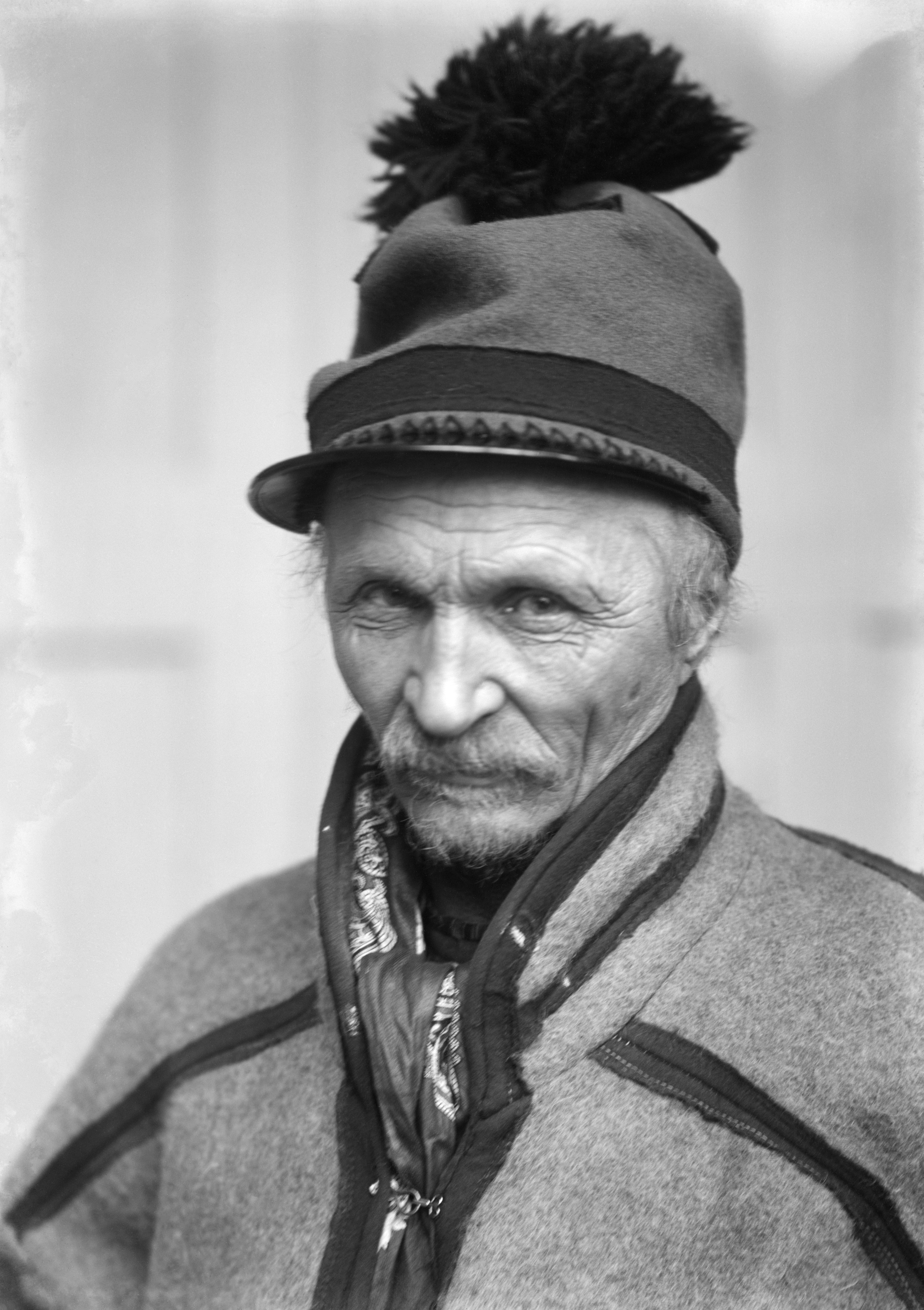
Porträt Turis

Johan Turi (* 12. März 1854 in Kautokeino (Norwegen); † 30. November 1936 in Jukkasjärvi (Schweden)) war ein samischer Schriftsteller und bildender Künstler.

## Leben
Johan Turi war der erste Schriftsteller, der weltliche Texte in einer samischen Sprache (und zwar in der nordsamischen Sprache) schrieb. Berühmt ist sein erstes Werk Muittalus samiid birra (1910, dt. 1912), das auch ethnographischen Wert besitzt.
Er zählte zu den frühen samischen bildenden Künstlern.

## Werke
Auf Nordsamisch

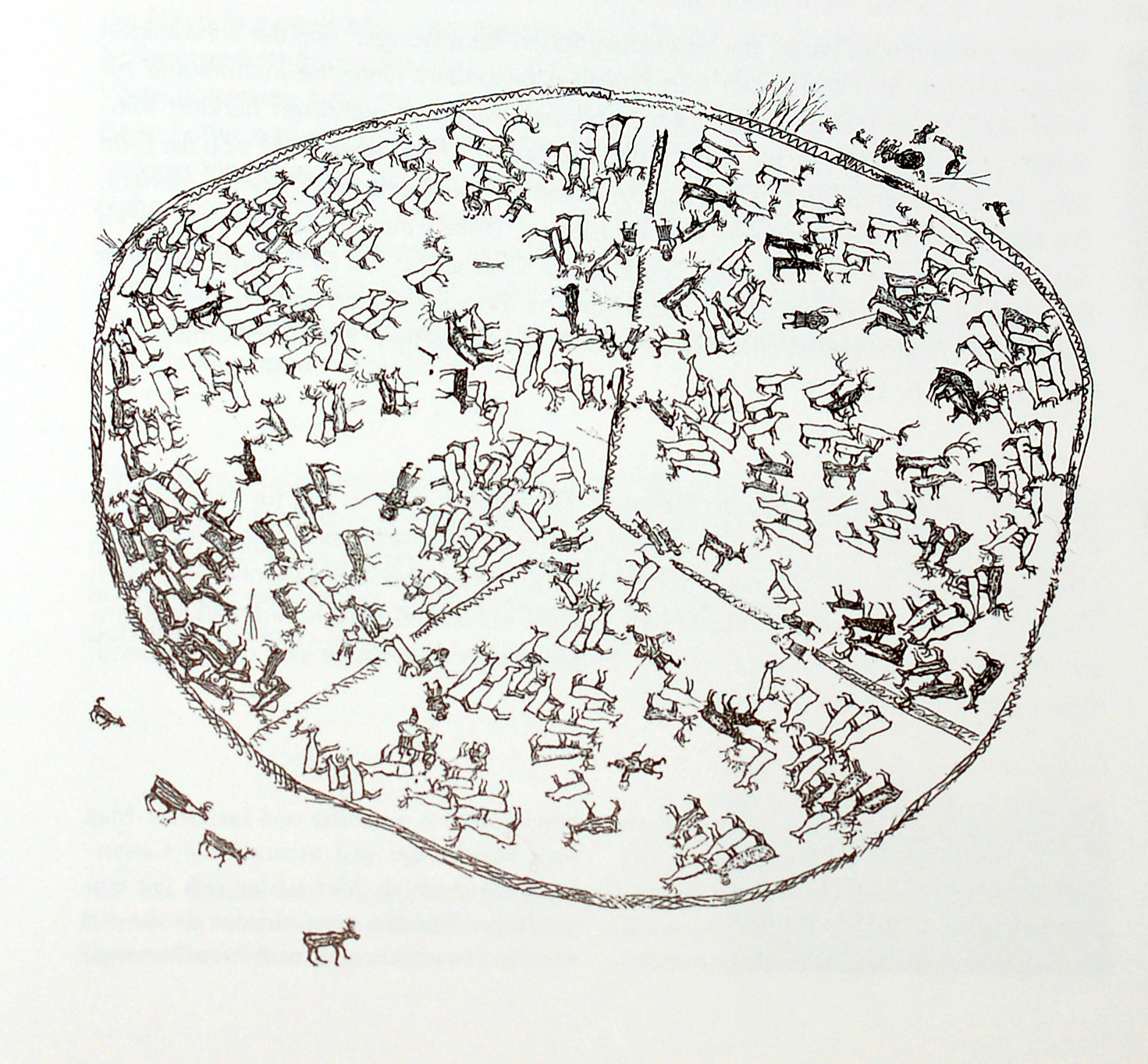
Zeichnung aus der „Erzählung vom Leben der Lappen“

- 1910 Muitalus sámiid birra (Erzählung vom Leben der Lappen)
- 1920 Sámi deavsttat (Samische Texte)
- 1931 Duoddaris (Aus den Bergen)

Übersetzungen ins Deutsche
- 1912 Das Buch des Lappen Johann Turi. Erzählung von dem Leben der Lappen. Herausgegeben von Emilie Demant. Deutsche Übertragung von Mathilde Mann. Frankfurt am Main: Rütten & Loening
- 1982 Erzählungen von dem Leben der Lappen. Stuttgart: Klett
- 1993 Erzählung vom Leben der Lappen. Überliefert von Emilie Demant und aus dem Dänischen übersetzt von Mathilde Mann mit 10 Federzeichnungen des Verfassers. Frankfurt am Main: Eichorn, Reihe Die Andere Bibliothek.